# Teatrul „Maria Filotti” din Brăila
Teatrul „Maria Filotti”,  cunoscut și sub numele vechi ca Teatrul Rally, este o instituție de cultură inaugurată la 1864 în Brăila, România.

## Istoric
Datând din jurul anilor 1840, clădirea inițială, proprietatea lui Ianache Rally, un armator grec, a avut destinația de han. După ce a ars în incendiul din 1859, reconstruită, va cunoaște numeroase transformări. Finalizarea construcției și inaugurarea Teatrului Rally a avut loc în 1864. Adelina Patti (soprană de origine spaniolă, considerată de unii drept cea mai mare cântăreață de muzică de operă din a doua jumătate a secolului al XIX-lea) susține în sala Rally șase reprezentații succesive în 1867. Cecilia Ștefănescu-Goangă, nepoata lui Ianache Rally si mama renumitului bariton Petre Ștefănescu Goangă, concertează aici cu frecvență.   
Pe tot parcursul secolului al XIX-lea, personalități de prestigiu ale artei europene, printre care Bianca Bianchini, Sarah Bernhardt, Ernesto Rossi, Șaliapin și George Enescu au oferit reprezentații memorabile publicului brăilean la Teatrul Rally. A fost de asemenea o perioadă bogată în reprezentații teatrale, susținute de trupele de teatru ale lui Costache Halepliu, Mihail Pascaly, Fani Tardini, Costache și Iorgu Caragiale, Theodor Theodorini, Alexandru Davilla, Aristizza Romanescu, Matei Millo, Constantin Tănase.   
După spectacolul dat în onoarea Maiestății Sale, Domnul Carol, din 1878 va purta și denumirea de Teatrul Regal. Hariclea Darclée debutează aici în 1881. Mai târziu, proprietarii George Rally și Demosthene Rally, decid să modifice clădirea, se pare, împrumutând bani, cu ipotecă pe clădire, de la Dumitru Ionescu (afacerist de succes, consilier, președinte al consiliului județean, deputat, senator, primar al Brăilei în perioada 1906-1910 - unul dintre cei mai mari filantropi ai orașului, alături de Nedelcu și Ana P. Chercea). Lucrările s-au finalizat în 1895 și pe data de 11 decembrie s-a făcut inaugurarea. George și Demosthene Rally nu au putut însă restitui împrumutul astfel încât pe 22 februarie 1900 proprietar devine Dumitru Ionescu. În clădire, pe lângă teatru, au mai funcționat în acea vreme hotelul Princiar, clubul Regal, localul Monopol, cafeneaua Ciolacu-Crișan, florăria Wiscocil, frizeria Figaro, tipografia Ethnos-Leonidas Kostomiris, Bertrand – blănării și pălării, librăria Cartea Rusă (mai târziu „Librăria Noastră”).  
Dumitru Ionescu cedează prin testament clădirea către primărie și după moartea sa, 19 mai 1919, devine Teatrul Comunal. Testamentul datat noiembrie 1910 se încheie cu următoarele cuvinte: „Celor ce se vor folosi de ajutorul ce le las prin acest legat, le recomand din inimă iubire de dreptate și adevăr și mai presus aplicațiunea la muncă neîntreruptă și cinstită, că numai în aceasta eu am găsit mai multă mulțumire în viața mea. Milă către cei nenorociți și suferinzi și dragoste desăvârșită către religie și neam." 
Din 1954 teatrul ia denumirea de Teatrul de Stat Brăila, iar în 1969 primește numele actriței Maria Filotti, care a debutat pe scena sa în 1905 în rolul Giocondei. Declarată monument istoric (cod LMI BR-II-m-B-02097), clădirea este inclusă în catalogul UNESCO. 